# Voorne (Zuid-Holland)

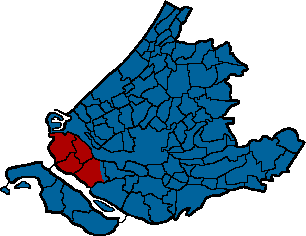
De ligging van Voorne in de provincie Zuid-Holland

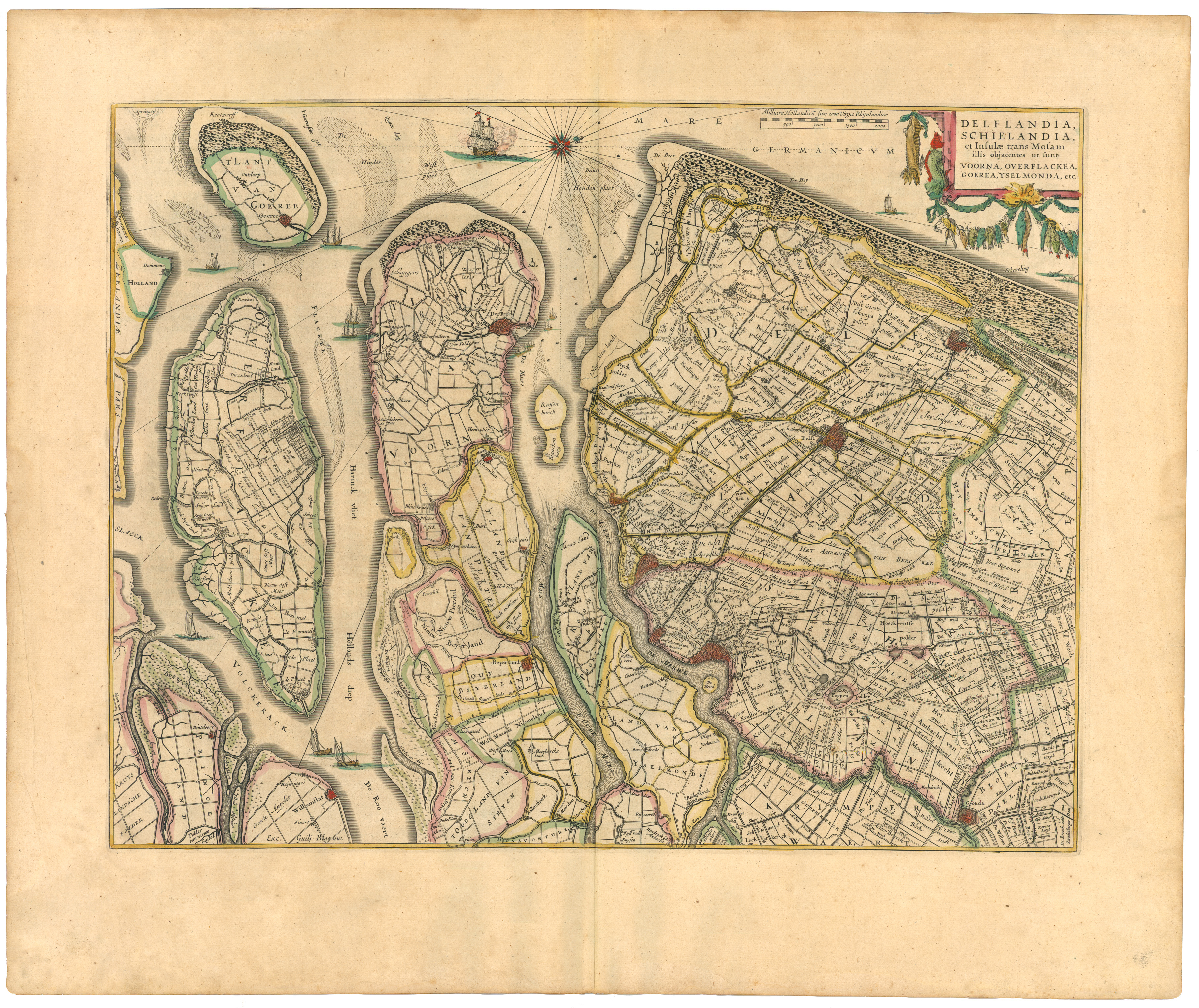
Voorne en omgeving op een kaart van Blaeu uit 1645

Voorne is een Zuid-Hollands eiland of voormalig eiland, en vormt het westelijke deel van het dubbel-eiland Voorne-Putten. Het wordt door het water van de Bernisse gescheiden van het eiland Putten. Aan de zuidkant wordt het begrensd door het water van de Haringvliet, en aan de noordkant door het Hartelkanaal, voorheen de Maasmonding. Door de jaren heen is het steeds meer verbonden geraakt met het vasteland van Zuid-Holland, waardoor het vaak als voormalig eiland wordt aangemerkt. 
Op het eiland liggen de volgende plaatsen:
- Abbenbroek
- Brielle
- Heenvliet
- Hellevoetsluis
- Nieuw-Helvoet
- Nieuwenhoorn
- Oostvoorne
- Oudenhoorn
- Rockanje
- Tinte
- Vierpolders
- Zuidland
- Zwartewaal